# Derek Cornelius
Derek Cornelius, né le 25 novembre 1997 à Ajax en Ontario, est un joueur international canadien de soccer, qui évolue au poste de défenseur central à l'Olympique de Marseille.

## Biographie

### Enfance et formations
Natif d'Ajax d'un père barbadien et d'une mère jamaïcaine, Derek Cornelius commence le soccer à l'âge de six ans au Thunder d'Ajax, puis il rejoint les Spartacus SC. En 2011, il change de club, et rejoint l'Unionville-Milliken SC. En mars 2013, il réalise deux essais avec les clubs hongrois du Nyíregyháza Spartacus et du Győri ETO.

### Carrière en club
En janvier 2014, il rejoint l'équipe des moins de 19 ans du VfB Lübeck. Puis, il intègre l'équipe senior lors de la saison 2015-2016. Il fait une seule apparition en Regionalliga. Le 28 juillet 2016, il résilie son contrat le liant avec le VfB Lübeck et signe ensuite au VfR Neumünster, qui évolue en Oberliga. 
En janvier 2017, il signe un contrat avec le FK Javor Ivanjica, évoluant en SuperLiga. Il fait ses débuts en SuperLiga le 29 avril 2017, lors d'un match à l'extérieur contre le FK Radnički Niš.
Le 18 janvier 2019, il est transféré aux Whitecaps de Vancouver et s'engage pour deux ans, avec deux saisons en option,. Il fait ses débuts en Major League Soccer avec les Whitecaps, le 2 mars, contre Minnesota United. Puis, le 18 mai il inscrit le but égalisateur dans les arrêts de jeu à l'occasion du déplacement au Sporting Kansas City pour un score final de 1-1.
Malgré dix-huit rencontres en 2019, couronnées de neuf sélections en équipe nationale, Derek Cornelius peine à s'imposer dans la défensive centrale des Whitecaps et voit son temps de jeu décliner. Le 12 juillet 2021, le club fait l'annonce de la prolongation de son contrat, le portant à l'issue de la saison 2022 et envoie directement le joueur en prêt avec option d'achat au Panetolikós FC, équipe de première division grecque jusqu'au 31 décembre 2022. Auteur de près de cinquante rencontres en Grèce, il est néanmoins transféré au Malmö FF, en première division suédoise le 15 décembre 2022 pour un montant non divulgué. Il s'engage jusqu'en 2026,.
Avant même le terme de la saison 2024 suédoise, il est transféré à l'Olympique de Marseille, où il s'engage pour quatre ans le 4 août 2024. L'indemnité du transfert est estimée à quatre millions d'euro. Le 17 août, il fait ses débuts en Ligue 1 en tant que titulaire en défense centrale, face au Stade brestois,.

### Carrière internationale
En mai 2018, Derek Cornelius participe avec l'équipe du Canada des moins de 20 ans au tournoi de Toulon de 2018. Il a obtenu des critiques élogieuses pour sa performance lors du tournoi.
En mars 2018, Derek Cornelius est convoqué pour la première fois en équipe du Canada par le sélectionneur national John Herdman, pour un match amical contre la Nouvelle-Zélande mais n'entre pas en jeu. Il est de nouveau convoqué pour une rencontre des éliminatoires de la Gold Cup 2019 en septembre 2018 face aux îles Vierges des États-Unis. 
Le 9 septembre 2018, il honore sa première sélection avec le Canada et est même titulaire pour affronter les îles Vierges des États-Unis. Ce match gagné sur le très large score de huit à zéro rentre dans le cadre des éliminatoires de la Gold Cup 2019.
Le 30 mai 2019, il fait partie des vingt-trois appelés par le sélectionneur national John Herdman pour la Gold Cup 2019. Lors de cette compétition, il joue quatre matchs. Le Canada s'incline en quart de finale face à Haïti.
Le 13 novembre 2022, il est sélectionné par John Herdman pour participer à la Coupe du monde 2022.

## Statistiques

### En club
| Saison                | Club                   | Championnat           | Championnat | Championnat | Championnat | Coupe(s) nationale(s) | Coupe(s) nationale(s) | Coupe(s) nationale(s) | Total | Total | Total |
| Saison                | Club                   | Division              | M.          | B.          | P.d.        | M.                    | B.                    | P.d.                  | M.    | B.    | P.d.  |
| 2015-2016             | VfB Lübeck             | Regionalliga          | 1           | 0           | 0           | -                     | -                     | -                     | 1     | 0     | 0     |
| 2016-2017             | VfR Neumünster         | Oberliga              | 17          | 2           | 0           | -                     | -                     | -                     | 17    | 2     | 0     |
| 2016-2017             | FK Javor Ivanjica      | SuperLiga             | 3           | 0           | 0           | -                     | -                     | -                     | 3     | 0     | 0     |
| 2017-2018             | FK Javor Ivanjica      | SuperLiga             | 22          | 0           | 1           | 3                     | 0                     | 0                     | 25    | 0     | 1     |
| 2018-2019             | FK Javor Ivanjica      | Prva Liga             | 3           | 0           | 0           | 0                     | 0                     | 0                     | 3     | 0     | 0     |
| Sous-total            | Sous-total             | Sous-total            | 28          | 0           | 1           | 3                     | 0                     | 0                     | 31    | 0     | 1     |
| 2019                  | Whitecaps de Vancouver | MLS                   | 17          | 1           | 0           | 1                     | 0                     | 0                     | 18    | 1     | 0     |
| 2020                  | Whitecaps de Vancouver | MLS                   | 14          | 0           | 0           | -                     | -                     | -                     | 14    | 0     | 0     |
| 2021                  | Whitecaps de Vancouver | MLS                   | 5           | 0           | 0           | -                     | -                     | -                     | 5     | 0     | 0     |
| Sous-total            | Sous-total             | Sous-total            | 36          | 1           | 0           | 1                     | 0                     | 0                     | 37    | 1     | 0     |
| 2021-2022             | Panetolikós FC (prêt)  | Super League          | 29          | 2           | 0           | 4                     | 0                     | 0                     | 33    | 2     | 0     |
| 2022-2023             | Panetolikós FC (prêt)  | Super League          | 13          | 0           | 1           | 1                     | 0                     | 0                     | 14    | 0     | 1     |
| Sous-total            | Sous-total             | Sous-total            | 42          | 2           | 1           | 5                     | 0                     | 0                     | 47    | 2     | 1     |
| 2023                  | Malmö FF               | Allsvenskan           | 25          | 3           | 0           | 5                     | 1                     | 0                     | 30    | 4     | 0     |
| 2024                  | Malmö FF               | Allsvenskan           | 12          | 2           | 0           | 6                     | 0                     | 0                     | 18    | 2     | 0     |
| Sous-total            | Sous-total             | Sous-total            | 37          | 5           | 0           | 11                    | 1                     | 0                     | 48    | 6     | 0     |
| 2024-2025             | Olympique de Marseille | Ligue 1               | 21          | 0           | 0           | 2                     | 0                     | 0                     | 23    | 0     | 0     |
| Total sur la carrière | Total sur la carrière  | Total sur la carrière | 182         | 10          | 2           | 22                    | 1                     | 0                     | 204   | 11    | 2     |

### En équipe nationale
| Saison                | Sélection             | Phases finales                       | Phases finales | Phases finales | Phases finales | Éliminatoires CDM | Éliminatoires CDM | Éliminatoires CDM | Ligue des nations CONCACAF | Ligue des nations CONCACAF | Ligue des nations CONCACAF | Matchs amicaux | Matchs amicaux | Matchs amicaux | Total | Total | Total |
| Saison                | Sélection             | Compétition                          | M              | B              | Pd             | M                 | B                 | Pd                | M                          | B                          | Pd                         | M              | B              | Pd             | M     | B     | Pd    |
| --------------------- | --------------------- | ------------------------------------ | -------------- | -------------- | -------------- | ----------------- | ----------------- | ----------------- | -------------------------- | -------------------------- | -------------------------- | -------------- | -------------- | -------------- | ----- | ----- | ----- |
| 2017-2018             | Canada                | -                                    | -              | -              | -              | -                 | -                 | -                 | -                          | -                          | -                          | 0              | 0              | 0              | 0     | 0     | 0     |
| 2018-2019             | Canada                | Gold Cup 2019                        | 4              | 0              | 0              | -                 | -                 | -                 | 4                          | 0                          | 0                          | -              | -              | -              | 8     | 0     | 0     |
| 2019-2020             | Canada                | -                                    | -              | -              | -              | -                 | -                 | -                 | 4                          | 0                          | 0                          | 1              | 0              | 0              | 5     | 0     | 0     |
| 2021-2022             | Canada                | -                                    | -              | -              | -              | 1                 | 0                 | 0                 | -                          | -                          | -                          | -              | -              | -              | 1     | 0     | 0     |
| 2022-2023             | Canada                | Coupe du monde 2022                  | 0              | 0              | 0              | -                 | -                 | -                 | 2                          | 0                          | 0                          | 0              | 0              | 0              | 2     | 0     | 0     |
| 2023-2024             | Canada                | Copa América 2024 4e                 | 6              | 0              | 0              | -                 | -                 | -                 | 1                          | 0                          | 0                          | 3              | 0              | 0              | 10    | 0     | 0     |
| 2024-2025             | Canada                | Ligue des nations 2025 Gold Cup 2025 | 2+2            | 0              | 0              | -                 | -                 | -                 | -                          | -                          | -                          | 5              | 0              | 0              | 9     | 0     | 0     |
| Total sur la carrière | Total sur la carrière | Total sur la carrière                | 14             | 0              | 0              | 1                 | 0                 | 0                 | 11                         | 0                          | 0                          | 9              | 0              | 0              | 35    | 0     | 0     |

## Palmarès
| Malmö FF (3)                                                                              | Olympique de Marseille                         | Canada                                                |
| ----------------------------------------------------------------------------------------- | ---------------------------------------------- | ----------------------------------------------------- |
| - Championnat de Suède - Champion : 2023 et 2024 - Coupe de Suède - Vainqueur : 2024 (en) | - Championnat de France - Vice-champion : 2025 | - Ligue des nations de la CONCACAF - Troisième : 2025 |